# Квинвуд (Западна Вирџинија)
Квинвуд (енгл. Quinwood) град је у америчкој савезној држави Западна Вирџинија.

## Демографија
По попису из 2010. године број становника је 290, што је 145 (-33,3%) становника мање него 2000. године.
| Група             | 2000.       | 2010.       |
| Белци             | 411 (94,5%) | 276 (95,2%) |
| Афроамериканци    | 11 (2,5%)   | 3 (1,0%)    |
| Азијати           | 0 (0,0%)    | 0 (0,0%)    |
| Хиспаноамериканци | 4 (0,9%)    | 1 (0,3%)    |
| Укупно            | 435         | 290         |